# 1974-es cannes-i filmfesztivál
A 27. Cannes-i Nemzetközi Filmfesztivál 1974. május 9. és 24. között került megrendezésre, René Clair francia filmrendező elnökletével. A versenyben 26 nagyjátékfilm és 10 rövidfilm vett részt, versenyen kívül pedig 14 alkotást vetítettek. A párhuzamos rendezvények Kritikusok Hete szekciójában 9 filmet mutattak be, míg a Rendezők Kéthete elnevezésű szekció keretében 28 nagyjátékfilm és 8 kisfilm vetítésére került sor.
Végigtekintve az 1974-ben vetített filmek rendezőinek pazar névsorán – Altman, Bresson, Clair, Fassbinder, Fellini, Pasolini, Resnais, Russell, Saura, Tati – nem lehetett panasz a színvonalra, azonban a legünnepeltebb rendező amerikai volt: Francis Ford Coppola, Steven Spielberg és Martin Scorsese, filmjében egy ifjú tehetséggel: egy bizonyos Robert De Niro-val…
A Magánbeszélgetés fődíján felül elismerésben részesült Pasolini: Az Ezeregyéjszaka virágai (zsűri külön nagydíja), Saura: Angélica, az unokatestvér (zsűri díja), Spielberg: Sugarlandi hajtóvadászat (legjobb forgatókönyv), Russell: Mahler (technikai nagydíj), valamint Fassbinder: A félelem megeszi a lelket (kritikusok díja) című alkotása. Bresson versenyen kívül vetített filmdrámája, a Lancelot, a Tó lovagja, ugyancsak FIPRESCI-díjat kapott, a rendező azonban – abbéli dühében, hogy filmjét nem a versenyprogramba hívták meg – megtagadta a díj átvételét.
Korlátozott lehetőségei folytán a fesztivál nem hívhatott meg minden nagy sikerű filmet az év terméséből. Így kimaradt a válogatásból az Oscar-díjas A Keresztapa II., de díjnyertes lett a másik Coppola-film, a Magánbeszélgetés. Tévedés is előfordult: a válogató bizottság „elment” a 70-es évek egyik legjobb filmje, Polański Kínai negyede mellett, és olyan sikerfilmek is kimaradtak, mint Irwin Allen-John Guillermin párostól a Pokoli torony, vagy a francia Bertrand Blier Herék, avagy a tojástánc című vígjátéka, sztárjelöltekkel a főszerepekben: Miou-Miou, Gérard Depardieu és Patrick Dewaere.
A Rendezők Kéthete filmjei közül kiemelkedett Dusan Makavejev Sweet Movie, Jacques Rivette Céline és Julie csónakázik, és Martin Scorsese Aljas utcák című alkotásai.
A nagyjátékfilmek versenyében a magyar filmművészetet Örkény István azonos című kisregényéből készített Makk Károly-alkotás, a Macskajáték képviselte, a rövidfilmek között pedig Vajda Béla rajzfilmje, a Jócselekedetek került vetítésre. További magyar vonatkozása a fesztiválnak, hogy a kanadai színekben induló, magyar származású rajzfilmes, Peter Foldes Éhség című animációs filmje elnyerte a zsűri díját. Zsigmond Vilmos fotografálta a Sugarlandi hajtóvadászat képeit, Badal János pedig Jacques Tati Parádé című filmjének volt operatőre. Balázsovits Lajos egy olasz film, Liliana Cavani által rendezett Milarepa férfi főszerepében volt látható.

## Zsűri
- René Clair, (filmrendező – elnök –  Franciaország
- Alexander Walker, filmkritikus –  Egyesült Királyság
- Félix Labisse, művész –  Franciaország
- Irwin Shaw, író –  Amerikai Egyesült Államok
- Jean-Loup Dabadie, forgatókönyvíró –  Franciaország
- Kenne Fant, filmproducer –  Svédország
- Michel Soutter, filmrendező –  Svájc
- Monica Vitti, színésznő –  Olaszország
- Rosztyiszlav Jurenyev, filmrendező –  Szovjetunió

## Hivatalos válogatás

### Nagyjátékfilmek versenye
- Abu el Banat – rendező: Moshé Mizrahi
- Angst essen Seele auf (A félelem megeszi a lelket)[2] – rendező: Rainer Werner Fassbinder
- Delitto d'amore (Szerelmi bűntény) – rendező: Luigi Comencini
- El santo oficio – rendező: Arturo Ripstein
- Garam Hawa (Forró szelek) – rendező: M.S. Sathyu
- Himiko – rendező: Sinoda Maszahiro
- Il était une fois dans l'est – rendező: André Brassard
- Il fiore delle mille e una notte (Az Ezeregyéjszaka virágai) – rendező: Pier Paolo Pasolini
- La cage aux ours – rendező: Marian Handwerker
- La prima Angélica (Angélica, az unokatestvér) – rendező: Carlos Saura
- Les autres – rendező: Hugo Santiago
- Les violons du bal (A bál hegedűi) – rendező: Michel Drach
- Macskajáték – rendező: Makk Károly
- Mahler (Mahler) – rendező: Ken Russell
- Milarepa – rendező: Liliana Cavani
- Poslednata duma – rendező: Binka Zseljazkova
- Saat el Fahrir Dakkat, Barra ya Isti Mar – rendező: Heiny Srour
- Sovsem propashchiy – rendező: Georgi Daneliya
- Stavisky… (Stavisky) – rendező: Alain Resnais
- Symptoms – rendező: José Ramón Larraz
- The Conversation (Magánbeszélgetés) – rendező: Francis Ford Coppola
- The Last Detail (Az utolsó szolgálat) – rendező: Hal Ashby
- The Nickel Ride – rendező: Robert Mulligan
- The Nine Lives of Fritz the Cat – rendező: Robert Taylor
- The Sugarland Express (Sugarlandi hajtóvadászat) – rendező: Steven Spielberg
- Thieves Like Us (Tolvajok, mint mi) – rendező: Robert Altman

### Nagyjátékfilmek versenyen kívül
- 1789 (1789)[2] – rendező: Ariane Mnouchkine
- Amarcord (Amarcord) – rendező: Federico Fellini
- Birds Do It, Bees Do Ii – rendező: Erik Daarstad, M.P. Kahl, Ken Miggleham, Heinz Sielmann, Hugo Sielmann, Hugo van Lewick, Anton von Munster, James Wilkie, George D. Dodge, Helmut Bartg, Al Kihn, David Oyster és Norman Bean
- Entr'acte (Felvonásköz) – rendező: René Clair
- Henry Miller, poète maudit – rendező: Michèle Arnault
- Lancelot du Lac (Lancelot, a Tó lovagja) – rendező: Robert Bresson
- Le trio infernal – rendező: Francis Girod
- Les grandes manoeuvres (A nagy hadgyakorlat) – rendező: René Clair
- Once – rendező: Morton Heilig
- Parade (Parádé) – rendező: Jacques Tati
- Picasso, l'homme et son œuvre – rendező: Edward Quinn
- S*P*Y*S – rendező: Irvin Kershner
- The Homecoming (Hazatérés) – rendező: Peter Hall
- Toute une vie – rendező: Claude Lelouch

### Rövidfilmek versenye
- Akvarium – rendező: Zdenka Doitcheva
- Another Saturday Night – rendező: Steven B. Poster; Mik Derks
- Carnet trouvé chez les fourmis – rendező: Georges Senechal
- La faim (Éhség) – rendező: Peter Foldes
- I stala sie swiatlosc – rendező: Jerzy Kalina
- Jócselekedetek – rendező: Vajda Béla
- Leonarduv denik – rendező: Jan Svankmajer
- O sidarta – rendező: Michel Jakar
- Osztrov (Sziget) – rendező: Fjodor Hitruk, Eduard Nazarov és Vlagyimir Zuikov
- Tanata – rendező: Luis Mamerto López-Tapia

## Párhuzamos szekciók

### Kritikusok Hete
- A Bigger Splash – rendező: Jack Hazan
- Der Tod des Flohzirkusdirektors – rendező: Thomas Koerfer
- El espíritu de la colmena (A méhkas szelleme)[2] – rendező: Víctor Erice
- Hearts and Minds – rendező: Peter Davis
- I.F.Stone’s Weekly – rendező: Jerry Bruck jr
- La paloma – rendező: Daniel Schmid
- La tierra prometida – rendező: Miguel Littin
- Na wylot – rendező: Grzegorz Krolikiewicz
- Saat el Fahrir Dakkat, Barra ya Isti Mar – rendező: Heiny Srour

### Rendezők Kéthete

#### Nagyjátékfilmek
- A Noite do Espantalho – rendező: Sérgio Ricardo
- A Rainha Diaba – rendező: Antonio Carlos da Fontoura
- Céline et Julie vont en bateau (Céline és Julie csónakázik)[2] – rendező: Jacques Rivette
- Contra la razon y por la fuerza – rendező: Carlos Ortiz Tejeda
- Das Manifest – rendező: Antonis Lepeniotis
- Die Auslieferung – rendező: Peter von Gunten
- Dincolo de nisipuri (Dincolo de nisipuri) – rendező: Radu Gabrea
- Erica Minor – rendező: Bertrand Van Effenterre
- Gelegenheitsarbeit Einer Sklavin (Egy rabszolganő alkalmi munkái) – rendező: Alexander Kluge
- Hay Que Matar Al General – rendező: Enrique Urteaga
- Il pleut toujours où c'est mouillé – rendező: Jean-Daniel Simon
- Il saprofita – rendező: Sergio Nasca
- La coupe à dix francs – rendező: Philippe Condroyer
- La expropriacion – rendező: Raul Ruiz
- La vérité sur l’imaginaire passion d’un inconnu – rendező: Marcel Hanoun
- Lars-Ole, 5C – rendező: Nils Malmros
- Last Grave At Dimbaza – rendező: Nana Mahamo
- Les dernières fiançailles – rendező: Jean Pierre Lefebvre
- Let Mrtve Ptice – rendező: Zivojin Pavlovic
- L'invenzione di Morel – rendező: Emidio Greco
- Mean Streets (Aljas utcák) – rendező: Martin Scorsese
- Padatik – rendező: Mrinal Sen
- Processo per direttisima – rendező: Lucio De Caro
- Sweet Movie – rendező: Dusan Makavejev
- The Migrants – rendező: Tom Gries
- Uira – rendező: Gustavo Dahl
- Vai Travalhar Vagabundo – rendező: Hugo Carvana
- Zsil pevcsij drozd (Élt egyszer egy énekesrigó) – rendező: Otar Joszeliani

#### Rövidfilmek
- Au nom de Jésus – rendező: Gérard Loubeau és José Rodrigues dos Santos
- Brainwash – rendező: Ronald Bijlsma
- Film sur Hans Bellmeer – rendező: Catherine Binet
- L'agression – rendező: Frank Cassenti
- Liberté-Jean – rendező: Jean-Michel Carré
- Stillborn – rendező: Ladd McPartland
- Une puce sur un No Man’s Land – rendező: Marie-France Molle
- Winda – rendező: Jerzy Kucia

## Díjak

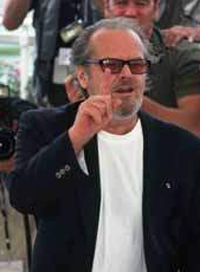
A legjobb színész: Jack Nicholson

### Nagyjátékfilmek
- A Fesztivál Nemzetközi Nagydíja: The Conversation (Magánbeszélgetés)[2] – rendező: Francis Ford Coppola
- A zsűri külön nagydíja: Il fiore delle mille e una notte (Az Ezeregyéjszaka virágai) – rendező: Pier Paolo Pasolini
- Legjobb női alakítás díja: Marie José Nat – Les violons du bal (A bál hegedűi)
- Legjobb férfi alakítás díja: Jack Nicholson – The Last Detail (Az utolsó szolgálat)
- Legjobb forgatókönyv díja: The Sugarland Express (Sugarlandi hajtóvadászat) – forgatókönyvíró: Steven Spielberg, Hal Barwood és Matthew Robbins
- FIPRESCI-díj:
  - Angst essen Seele auf (A félelem megeszi a lelket) – rendező: Rainer Werner Fassbinder
  - Lancelot du Lac (Lancelot, a Tó lovagja) – rendező: Robert Bresson
- Technikai nagydíj: Mahler (Mahler) – rendező: Ken Russell
- Ökumenikus zsűri díja: Angst essen Seele auf (A félelem megeszi a lelket) – rendező: Rainer Werner Fassbinder
- Az ökumenikus zsűri külön dicsérete: The Conversation (Magánbeszélgetés)[2] – rendező: Francis Ford Coppola

### Rövidfilmek
- A Fesztivál Nemzetközi Nagydíja (rövidfilm): Osztrov (Sziget) – rendező: Fjodor Hitruk, Eduard Nazarov és Vlagyimir Zuikov
- A zsűri díja (rövidfilm): La faim (Éhség) – rendező: Peter Foldes